# Mycaureola dilseae
Mycaureola dilseae är en svampart som beskrevs av Maire & Chemin 1922. Mycaureola dilseae ingår i släktet Mycaureola och familjen Physalacriaceae.  Artens status i Sverige är: Ej påträffad. Inga underarter finns listade i Catalogue of Life.